# Сереховичівська сільська територіальна громада
Сереховичівська сільська територіальна громада — територіальна громада в Україні, у Ковельському районі Волинської області. Адміністративний центр — село Сереховичі.
Площа громади — 138,34 км², населення — 2566 мешканців (2018).
Утворена 12 липня 2017 року шляхом об'єднання Сереховичівської, Синівської та Солов'ївської сільських рад Старовижівського району.

## Населені пункти
До складу громади входять 11 сіл: Грабове, Комарове, Ниці, Нова Воля, Сереховичі, Синове, Соколище, Солов'ї, Підсинівка, Мильці та Шкроби.

## Географія
Водойми на території, підпорядкованій громаді: озера Серех та Зацьке.